# Boże (gromada)
Boże – dawna gromada, czyli najmniejsza jednostka podziału terytorialnego Polskiej Rzeczypospolitej Ludowej w latach 1954–1972.
Gromady, z gromadzkimi radami narodowymi (GRN) jako organami władzy najniższego stopnia na wsi, funkcjonowały od reformy reorganizującej administrację wiejską przeprowadzonej jesienią 1954 do momentu ich zniesienia z dniem 1 stycznia 1973, tym samym wypierając organizację gminną w latach 1954–1972.
Gromadę Boże siedzibą GRN w Bożym utworzono – jako jedną z 8759 gromad na obszarze Polski – w powiecie kozienickim w woj. kieleckim, na mocy uchwały nr 13e/54 WRN w Kielcach z dnia 29 września 1954. W skład jednostki weszły obszary dotychczasowych gromad Boże, Biała Góra, Boska Wola, Krzemień, Małe Boże, Ducka Wola, Augustów i Dąbrówki oraz wieś Nowa Wola z dotychczasowej gromady Nowa Wola ze zniesionej gminy Grabów n/Pilicą w powiecie kozienickim oraz obszar dotychczasowej gromady Budy Augustowskie ze zniesionej gminy Stromiec w powiecie radomskim. Dla gromady ustalono 23 członków gromadzkiej rady narodowej.
1 stycznia 1959 gromada weszła w skład powiatu białobrzeskiego w tymże województwie.
Gromada przetrwała do końca 1972 roku, czyli do kolejnej reformy gminnej.